# Levantinische Ragwurz
Die Levantinische Ragwurz (Ophrys levantina) ist eine Art der Gattung Ragwurzen (Ophrys) in der Familie der Orchideen (Orchidaceae). Sie wurde früher als Unterart von Bornmüllers Ragwurz (Ophrys bornmuelleri) aufgefasst, gilt nun jedoch als eigenständig.

## Pflanzenbeschreibung
Diese ausdauernde, krautige Pflanze erreicht Wuchshöhen zwischen 10 und 30 cm.
Der Blütenstand umfasst zwischen zwei und acht Blüten. Die Kelchblätter sind grünlich-weiß selten auch rötlich gefärbt. Die rundum behaarte und kräftig gehöckerte Lippe wirkt in der Aufsicht trapezförmig oder quadratisch. Sie weist vorn ein großes Anhängsel auf. Das Mal ist H-förmig oder reduziert.
Die Blütezeit erstreckt sich von Februar bis April.

## Standort und Verbreitung
Diese Art bevorzugt lichte Wälder, Garriguen und Magerrasen mit basenreichen manchmal feuchten Böden. Im Gebirge findet man sie bis zu einer Höhe von 1400 Metern NN. Das Verbreitungsgebiet erstreckt sich über Vorderasien, Zypern, Levante, Rhodos, Südost- und Südanatolien.

## Ökologie
Als Bestäuber wurden Andrena-Arten beobachtet.

## Taxonomie
Die Levantinische Ragwurz wurde 1085 von Peter Gölz (* 1935) und Hans R. Reinhard  (1919–2007) in Mitteilungsblatt, Arbeitskreis Heimische Orchideen Baden-Württemberg Band 17, Seite 461 neu beschrieben. Sie wird heute manchmal als Unterart Ophrys holoserica subsp. bornmuelleri (M. Schulze) H. Sund. angesehen. Hans Sundermann hatte diese Kombination 1975 in Taxon Band 24 Seite 625 durchgeführt. Unter Levante versteht man die Länder im östlichen Mittelmeerraum.